# Pseudoperma chalcogramma
Pseudoperma chalcogramma là một loài bọ cánh cứng trong họ Cerambycidae.